# Таабрі
Та́абрі (ест. Taabri küla) — село в Естонії, у волості Тарту повіту Тартумаа.

## Населення
Чисельність населення на 31 грудня 2011 року становила 32 особи.